# چیهارو تزوکا
چیهارو تزوکا (انگلیسی: Chiharu Tezuka؛ زادهٔ ۲۷ اکتبر ۱۹۷۴) صداپیشه اهل ژاپن است.